# Никитин, Георгий Николаевич
Георгий Николаевич Никитин (1898—1963) — советский, узбекистанский художник-график, живописец. в 1940-х гг. председатель Самаркандского отделения СХ Узбекской ССР.

## Биография
Родился в городе Самарканде. Учился в Москве на Высших художественно-технических мастерских (ВХУТЕМАС) (1921—1922). Всю жизнь прожил в Самарканде, занимался станковой живописью и графикой. Знал таджикский, узбекский и арабский языки, пользовался авторитетом среди народных мастеров.
Значительную часть сохранившегося наследия Георгия Никитина составляют небольшие пейзажи окрестностей Самарканда (акварель). Влюбленность в мир и искусство превращала скромные, неяркие работы художника в поэтичные создания. Он часто писал одно и то же место — весной, летом, осенью, создавал целые сюиты, циклы, варьируя один и тот же мотив (Мавзолей Шахи-Зинда).
Особенно значительную роль в формировании художественных кадров в дореволюционном Самарканде сыграл учитель рисования из женской гимназии Сергей Матвеевич Цветков, под руководством которого сложился молодой коллектив художников. Это — Варшам Еремян, Г. Н. Никитин, Д. Домбровский и другие. Весной 1918 года они организовали свою первую городскую выставку в Самарканде.
Была создана студия в которой художники ратовали за обогащение устоявшихся традиций Средней Азии, основными лидерами группы были Елена Коровай, Варшам Еремян и Георгий Никитин.
В 1934 году в Москве Никитин экспонирует свою работу «Бегство эмира из Бухары», на выставке художников Узбекистана в Третьяковской галерее.
Искусствовед Владимир Николаевич Чепелев, в своей книге «Искусство Советского Узбекистана» (1934) пишет: «Ряд художников, как например Н. К. Кашина, выполнившая ряд интересных работ по автопробегу Каракумы — Москва, 3инаида Ковалевская, испытавшая сильное воздействие импрессионизма Павла Бенькова, или Никитин, еще не в такой мере освоили задачи и пути утверждения нового искусства республики».
Произведения узбекских художников занимают значительное место в экспозиции Государственного музея изобразительных искусств имени Савицкого. Среди них портрет Алишера Навои — основоположника узбекской литературы, мыслителя и государственного деятеля, написанный Георгием Никитиным в 1938 году. Однако многие не знают, о судьбе этой картины. После смерти Никитина директор Нукусского музея Игорь Савицкий отправился в дом художника, чтобы встретиться с его наследниками и привезти его забытые картины в музей. Во время визита пошел дождь, и вода протекала с крыши в дом. Савицкий обнаруживает, что холст, которым намереваются закрыть дыру является портретом Алишера Навои кисти Никитина. Он попросил хозяев дома передать ему этот «предмет», и через несколько лет он прошел через умелые руки московских реставраторов и занял подобающее место в экспозиции Нукусского музея.
В 1929 году Никитин женится на художнице Елене Коровай, в 1935 году у них рождается дочь Ирина.
По словам художника А. Шакаряна, в довоенный период Никитин, Варшам Еремян, и другие, делали книжки для детей..
Часть своей творческой жизни Никитин посвятил работе на «Изофабрике», которой руководил Оганес Татевосян, страстно увлеченный идеей создания нового искусства. Неформальным лидером был Варшам Еремян. Вокруг них объединились художники — Г. Никитин, Е. Коровай, Н. Кашина, А. Ермоленко, Р. Акбальян, П. Фальбов и многие другие, в большей степени ориентированные на западные течения модернизма.
В эвакуацию в Среднюю Азию в период с 1942 по 1944 было отправлено множество людей из европейской части СССР. Тысячные толпы эвакуированных заполнили Самарканд. В Самарканде оказались и главные художественные вузы страны. Размещением приезжих художников занимался Георгий Никитин, бывший в те годы председателем Союза художников Самарканда. Среди эвакуированных было много известных мастеров: Игорь Грабарь, Сергей Герасимов, Владимир Фаворский, Николай Чернышёв, Роберт Фальк.
"Никитин в Самарканде, председательствовал в Художественном фонде. Никитин всячески опекал художников, привозил из колхозов для художников рис, изюм, орехи. Ташкент — город хлебный и город интернациональный, привлекал к себе людей разных национальностей. Он не воспринимался чем-то инородным, чуждым. Ахматова писала: «Нам Родина пристанище дала».
Владимир Фаворский, находясь в эвакуации в Самарканде в письме к Л. А. Бруни от 2 января 1943 года пишет: «… вожусь с здешними очень милыми Никитиным и Коровай Еленой Людовиковной, которые очень милы и тебя всегда очень хорошо вспоминают».
После 1946 года Никитин женился на Салихе, дочери известного резчика по ганчу Усто Ширина Мурадова и принял ислам.
Похоронен в 1963 году на мусульманском кладбище Самарканда.

## Музеи
- Государственный музейно-выставочный центр "РОСИЗО"
- Государственный музей искусства народов Востока
- Государственный музей искусств имени И. В. Савицкого (Нукус. Узбекистан)
- Самаркандский государственный объединённый историко-архитектурный и художественный музей-заповедник (Узбекистан)